# Sisyphus gazanus
Sisyphus gazanus är en skalbaggsart som beskrevs av Gilbert John Arrow 1909. Sisyphus gazanus ingår i släktet Sisyphus och familjen bladhorningar. Inga underarter finns listade i Catalogue of Life.